# Ernst Gramß
Ernst Gramß (auch: Gramss geschrieben) (* 17. Dezember 1899 in Augsburg; † nach Juni 1946, am 19. Juni 1956 durch das Amtsgericht Goslar für tot erklärt) war ein deutscher NS-Agrarfunktionär. Er war unter anderem Stabsleiter der Reichshauptabteilung beim Reichsbauernführer Walther Darré in Berlin.

## Lebensweg

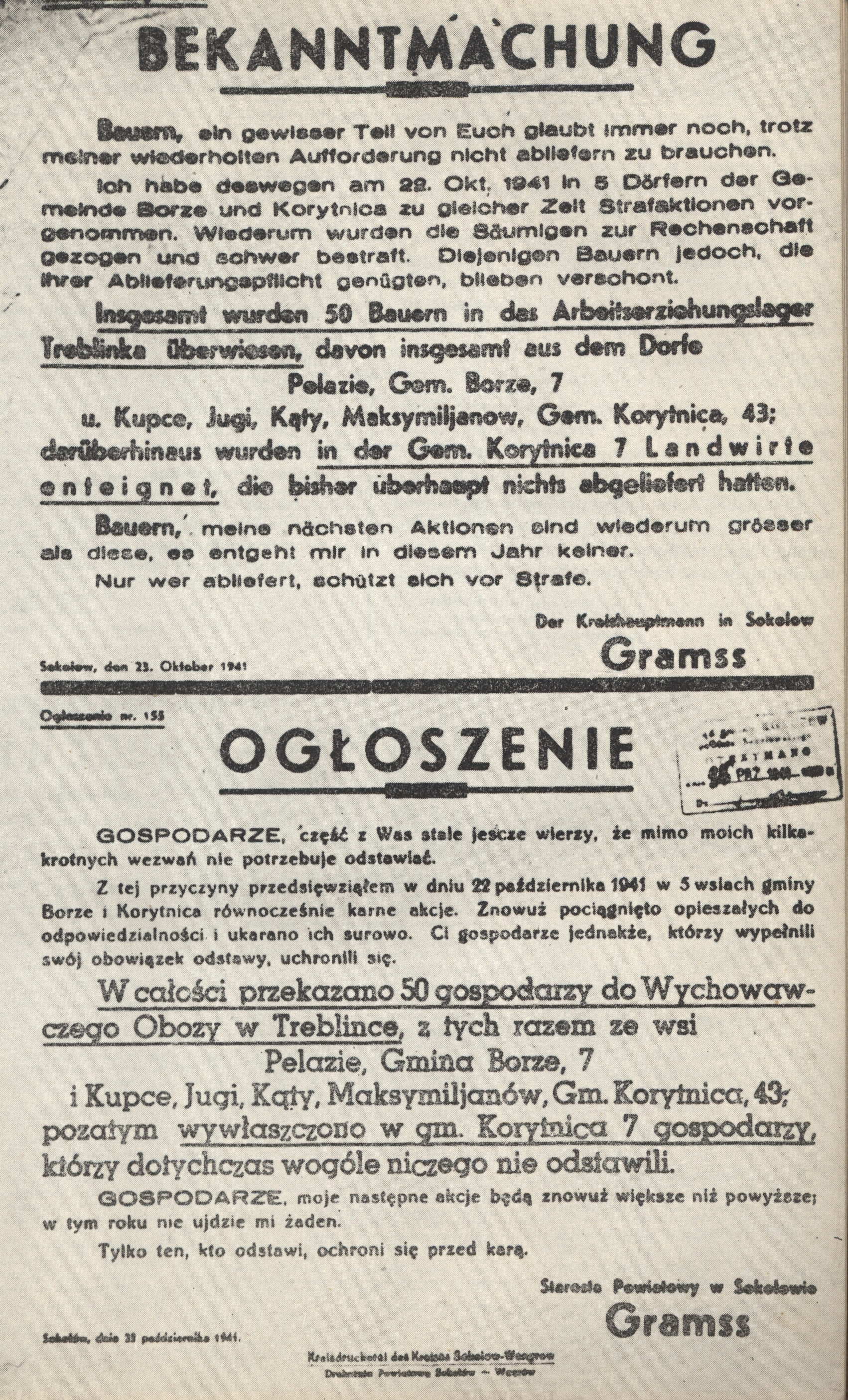
Verkündung der Internierung von 50 polnischen Bauern in das Arbeitslager Treblinka, in deutscher und polnischer Sprache, vom 23. Oktober 1941, vom Kreishauptmann in Sokołów Podlaski, Erich Gramß

Ernst Gramß wurde 1899 als Sohn eines Oberingenieurs in Augsburg geboren. Er besuchte eine evangelische Oberrealschule. Gegen Ende des Ersten Weltkriegs, am 24. Juni 1918, trat der damals 19-jährige Gramß in das Deutsche Heer ein, dem er bis zum 17. Februar 1919 angehörte. Danach arbeitete er etwa fünf Jahre lang in verschiedenen landwirtschaftlichen Betrieben.
Gramß trat bereits 1923 der NSDAP (Mitgliedsnummer 26.526) bei und nahm als Mitglied des Bataillons Augsburg am gescheiterten Hitler-Putsch im selben Jahr teil („Marsch auf die Feldherrenhalle“). Er war Träger des Blutordens und des Goldenen Parteiabzeichens der NSDAP. Nach dem Verbot der NSDAP infolge dieses Putschversuchs am 23. November 1923 und ihrer Wiedergründung im Februar 1925 trat Gramß der NSDAP zum 1. Juli 1928 erneut bei (Mitgliedsnummer 93.366). Im Jahr 1928 trat er auch in die SA ein und wurde dort Sturmführer. Mitglied der SA war Gramß von 1. Oktober 1928 bis 14. April 1934; anschließend war er zunächst als Untersturmführer Mitglied der SS (SS-Mitgliedsnr.: 202.124).
Ab dem Wintersemester 1923 studierte Gramß an der Landwirtschaftlichen Hochschule Freising-Weihenstephan; er schloss sein Studium 1926/1927 als Diplomlandwirt ab. Im Jahr 1925 war Gramß an der Gründung des Nationalsozialistischen Deutschen Studentenbundes (NSDStB) beteiligt.
Von 1927 bis 1933 arbeitete er als Versuchstechniker und Pflanzenzüchter im Hopfenforschungszentrum Hüll. Ab 1928 engagierte er sich zudem als sogenannter Bauernredner, machte also Propaganda für den Nationalsozialismus in der Landbevölkerung.
Nach der nationalsozialistischen „Machtergreifung“ wurde Gramß am 1. August 1933 Fachreferent im Gemeinderat von Pfaffenhofen an der Ilm, am 1. Januar 1934 Stabsleiter der Landeshauptabeilung I bei der Landesbauernschaft Bayern. Am 8. April 1935 wurde Gramß Stabsleiter der Reichshauptabteilung im Reichsnährstand (RNSt) in Berlin, am 4. Dezember 1935 ordentliches Mitglied des „Deutschen Reichsbauernrats“, am 1. Februar 1937 Leiter der Reichsschule des Reichsnährstandes für Bauernführer in Goslar. Er war für die weltanschauliche und agrarpolitische Schulung des höheren Bauernführerkorps in Goslar zuständig. Am 4. Juni 1938 wurde Gramß zum Reichslandwirtschaftsrat (RLR) befördert.
Ab 1934 war Gramß Oberschulungsleiter im SS-Abschnitt I (München). Am 14. Mai 1936 wurde er zum SS-Obersturmführer befördert. 1937/38 war er im Rasse- und Siedlungshauptamt (RuSHA) tätig, am 30. Januar 1937 wurde er zum SS-Hauptsturmführer und am 20. April 1940 schließlich zum SS-Sturmbannführer befördert.
Nach Beginn des Zweiten Weltkriegs war Gramß vom 30. November 1939 bis zum 6. Mai 1940 Leiter der Abteilung für Lebensmittelversorgung und Landwirtschaft im Distrikt Warschau(sein Nachfolger dort wurde Georg Wenderoth). Im Mai 1940 war er Kommissar der polnischen Landwirtschaftskammer in Krakau. Von Juni 1940 bis Juli 1944 war Gramß als Nachfolger von Landrat Friedrich Schultz (Amtszeit: 11. November 1939 bis Anfang Juni 1940) Kreishauptmann (Bezirksbürgermeister) in Sokołów Podlaski.
In dieser Funktion betrieb Gramß im November 1942 die Umsiedlung der Juden in den „Judenwohnbezirk Kossow“. Gramß ordnete die Zerstörung der beiden jüdischen Friedhöfe von Sokołów Podlaski an. Die Gründung des Arbeitslagers Treblinka (Treblinka I) ging auf seine Initiative zurück; er wollte damit u. a. die Gewinnung von Kies für den Straßenbau sicherstellen. Gramß war an der Liquidation des Ghettos in Sokołów Podlaski und an der Tötung der dort lebenden Jüdinnen und Juden beteiligt. Gramß ließ ein polnisches Dorf komplett niederbrennen, nachdem es die ihm von Gramß auferlegte Abgabenpflicht nicht erfüllt hatte. 22 Höfe samt Vieh und Inventar fielen dem Feuer zum Opfer, 200 Menschen wurden obdachlos. Zusätzlich überzog Gramß Dörfer und Gemeinden seines Kreises mit sehr hohen Geldstrafen, wenn sie ihm nicht genug Zwangsarbeiter zur Verfügung stellten. Ein Anschlag des polnischen Widerstandes auf Kreishauptmann Gramß am 27. Mai 1943 in Sokołów Podlaski schlug fehl.
Ab August 1944 war Gramß im Kriegseinsatz.
Er geriet in US-amerikanische Gefangenschaft und war im Juni/Juli 1945 im ehemaligen Stammlager VII A in Moosburg an der Isar interniert. Dorthin gelangten deutsche Zivilisten, die für ihre Tätigkeit im Nationalsozialismus zur Rechenschaft gezogen werden sollten. Mitte Juli 1946 wurde Gramß von Unbekannten aus dem Internierungslager entführt und gilt seitdem als vermisst. Am 19. Juni 1956 wurde Ernst Gramß vom Amtsgericht Goslar für tot erklärt.